# Gulussa
Gulussa ou Gulissa (en berbère : ⴳⵓⵍⵓⵙⵙⴰ) est le second fils de Massinissa. Chargé d'ambassade à Rome puis à Carthage, il sert lors de la guerre entre le royaume numide et cette dernière. À la mort de son père, il est le co-titulaire du trône avec ses deux frères Micipsa et Mastanabal. Allié des Romains lors de la troisième guerre punique, il tente une médiation entre les deux belligérants en 147 av. J.-C.. Son fils Massiva est assassiné sur ordre de Jugurtha à Rome en 110 av. J.-C.

## Biographie
En 148 av.J.-C., Masinissa, se sentant proche de la mort, consulta Scipion Aemilianus, ressuscitant peut-être une coutume libyenne qui partageait l'autorité entre trois personnes, Scipion Aemilianus a établi les trois fils légitimes survivants comme rois: Micipsa , Gulussa et Mastanabal. Le pouvoir royal était divisé entre les trois princes. Micipsa, l'aîné, était chargé de l'administration; c'était à lui que Masinissa avait donné sa bague qui, à en juger par les stèles de style Abizar, était un signe de puissance. Gulussa reçut le commandement des armées. Quant à Mastanabal, qui aurait été instruit en grec , il était responsable de la justice et des relations avec les chefs vassaux.

### Guerre avec les Carthaginois
Gulussa avait déjà une solide expérience de la guerre. Il a eu l'occasion de prouver sa valeur en combattant les Carthaginois . Au printemps de 150 av. J.-C., lui et Micipsa dirigèrent une ambassade auprès des autorités carthaginoises. Mais les Carthaginois, exaspérés par les annexions successives de Masinissa, refusèrent d'entamer des négociations et tendirent même une embuscade aux princes à leur retour de Carthage. Cette action des Carthaginois donna aux Numides l'excuse de reprendre les combats et ils s'emparèrent de la ville carthaginoise d'Oroscopa. Les combats ont alors servi de prétexte à Rome pour intervenir dans la région. Gulussa et ses troupes ont participé à la bataille de Carthage (148 av. J.-C.).